# Rajdowe Samochodowe Mistrzostwa Polski 1963
Ten artykuł dotyczy sezonu 1963 Rajdowych Samochodowych Mistrzostw Polski.

## Kalendarz[1]
| Runda | Data                | Nazwa rajdu                        | Baza rajdu | Nawierchnia   | Zwycięzca           | Raport |
| 1     | 9-10 luty           | 1. Zimowy Rajd Ziemi Białostockiej | Białystok  | lód/śnieg     | Mieczysław Sochacki | Wyniki |
| 2     | 17-19 maja          | 7. Rajd Dolnośląski                | Wrocław    | asfalt        | Ksawery Frank       | Wyniki |
| 3     | 31 lipca-4 sierpnia | 23. Rajd Polski                    | Zakopane   | asfalt/szuter | Sobiesław Zasada    | Wyniki |
| 4     | 20-22 września      | 13. Rajd Wiślański                 |            | asfalt        | Sobiesław Zasada    | Wyniki |

## Klasyfikacje Rajdowych Samochodowych Mistrzostw Polski 1963[1]
- Punktacja RSMP:

Podział samochodów rajdowych według międzynarodowych regulaminów FIA:
- Kategoria A - samochody turystyczne seryjne (grupa I) i samochody turystyczne ulepszone (grupa II)
- Kategoria B - samochody GT

Inny podział obowiązywał w polskich rajach. Samochody startujące w RSMP były podzielone na dwie kategorie:
- Kategoria I - seryjne samochody określonych marek i typów sprzedawane w kraju przez Motozbyt w dużych ilościach, z minimalną ilością dozwolonych przeróbek.
- Kategoria II - pozostałe samochody z dużą ilością dozwolonych przeróbek.

Kategorie podzielone były na klasy w zależności od pojemności skokowej silnika
Uwaga: Pogrubioną czcionką wyróżniono zawodników, którym przyznano tytuły mistrzów i wicemistrzów Polski.
Kategoria II klasa powyżej 850 cm3
| Poz. | Kierowca                           | Samochód      | Suma pkt |
| ---- | ---------------------------------- | ------------- | -------- |
| 1    | Ksawery Frank                      | Volvo         | 178      |
| 2    | Mieczysław Sochacki Zenon Leszczuk | Skoda TS      | 140      |
| 3    | Jerzy Kuczera E. Misiek            | Skoda         | 102      |
| 4    | Zbigniew Łagutko                   | Volvo Citroen | 94       |
| 5    | Antoni Weiner Władysław Helis      | Skoda TS      | 35       |

Kategoria II klasa do 850 cm3
| Poz. | Kierowca                          | Samochód   | Suma pkt |
| ---- | --------------------------------- | ---------- | -------- |
| 1    | Jerzy Dobrzański Czesław Murawski | BMW 700    | 168      |
| 2    | Marek Varisella Mirosław Jeżowski | Syrena 102 | 130      |
| 3    | T. Puchel                         | Syrena     | 114      |
| 4    | Bogdan Łabęcki                    | Syrena     | 70       |

Kategoria I kl. powyżej 1300 cm3
| Poz. | Kierowca                      | Samochód     | Suma pkt |
| ---- | ----------------------------- | ------------ | -------- |
| 1    | Adam Smorawiński E. Grabowski | Warszawa     | 77       |
| 2    | Ryszard Pawlitka              | Moskwicz 407 | 35       |

Kategoria I kl. do 1300 cm3
| Poz. | Kierowca                | Samochód            | Suma pkt |
| ---- | ----------------------- | ------------------- | -------- |
| 1    | Jan Soczek              | Skoda Octavia Super | 192      |
| 2    | Ludwik Postawa          | Skoda Octavia Super | 157      |
| 3    | Jerzy Kuczera C. Misiek | Skoda Octavia Super | 84       |
| 4    | Eugeniusz Pach          | Skoda Octavia Super | 84       |
| 5    | Zofia Kwaśniewska       | Volkswagen          | 70       |

Kategoria I klasa do 1000 cm3
| Poz. | Kierowca                         | Samochód | Suma pkt |
| ---- | -------------------------------- | -------- | -------- |
| 1    | Ryszard Grychtoł                 | Wartburg | 168      |
| 2    | Alfons Tobolski Tadeusz Sadowski | Wartburg | 91       |
| 3    | Stefan Dobrzyński                | Wartburg | 70       |
| 4    | Jerzy Jesz                       | Wartburg | 63       |
| 5    | J. Wilczyński K. Wilczyńska      | Wartburg | 21       |

Kategoria I klasa do 850 cm3
| Poz. | Kierowca                            | Samochód         | Suma pkt |
| ---- | ----------------------------------- | ---------------- | -------- |
| 1    | Sobiesław Zasada Ewa Zasada         | Fiat 600 D       | 192      |
| 2    | Barbara Wojtowicz Adam Wędrychowski | Renault Dauphine | 138      |
| 3    | Jerzy Puchalski                     | Renault Dauphine | 70       |
| 4    | W. Żmigrodzki                       | Syrena           | 21       |